# 11693 Grantelliott
11693 Grantelliott è un asteroide della fascia principale. Scoperto nel 1998, presenta un'orbita caratterizzata da un semiasse maggiore pari a 2,4115750 UA e da un'eccentricità di 0,1023033, inclinata di 1,86785° rispetto all'eclittica.